# Morvārīd Darreh
Morvārīd Darreh (persiska: مرواريد درّه, مُرواريد, مُرواريدَر) är en ort i Iran.   Den ligger i provinsen Markazi, i den centrala delen av landet, 280 km sydväst om huvudstaden Teheran. Morvārīd Darreh ligger 2 055 meter över havet och antalet invånare är 497.
Terrängen runt Morvārīd Darreh är varierad.Runt Morvārīd Darreh är det ganska tätbefolkat, med 54 invånare per kvadratkilometer. Närmaste större samhälle är Tūreh, 7,9 km norr om Morvārīd Darreh. Trakten runt Morvārīd Darreh består i huvudsak av gräsmarker.